# Rumania en la Copa Mundial de Fútbol de 1990
La selección de Rumania fue uno de los 24 países participantes de la Copa Mundial de Fútbol de 1990, realizada en Italia. El seleccionado rumano clasificó a la cita de Italia, tras obtener el primer puesto del Grupo 1 de la eliminatoria de la UEFA, superando por 1 punto a su similar de Dinamarca, equipo que venía de participar, en la edición de México 1986. Rumania obtuvo el 12.º lugar de las estadísticas finales tras ser eliminada en Octavos de final.

## Clasificación

### Grupo 1

#### Tabla de posiciones
|           | PJ | PG | PE | PP | GF | GC | Dif | Pts |
| --------- | -- | -- | -- | -- | -- | -- | --- | --- |
| Rumania   | 6  | 4  | 1  | 1  | 10 | 5  | +5  | 9   |
| Dinamarca | 6  | 3  | 2  | 1  | 15 | 6  | +9  | 8   |
| Grecia    | 6  | 1  | 2  | 3  | 3  | 15 | -12 | 4   |
| Bulgaria  | 6  | 1  | 1  | 4  | 6  | 8  | -2  | 3   |

|                      | Bandera de Bulgaria | Bandera de Dinamarca | Bandera de Grecia | Bandera de Rumania |
| -------------------- | ------------------- | -------------------- | ----------------- | ------------------ |
| Bandera de Bulgaria  | –                   | 0 – 2                | 4 – 0             | 1 – 3              |
| Bandera de Dinamarca | 1 – 1               | –                    | 7 – 1             | 3 – 0              |
| Bandera de Grecia    | 1 – 0               | 1 – 1                | –                 | 0 – 0              |
| Bandera de Rumania   | 1 – 0               | 3 – 1                | 3 – 0             | –                  |

## Jugadores
Entrenador:  Emerich Jenei
| No. | Pos. | Jugador          | Fecha de nacimiento (edad)         | Apa. | Club                  |
| --- | ---- | ---------------- | ---------------------------------- | ---- | --------------------- |
| 1   | POR  | Silviu Lung      | 9 de septiembre de 1956 (33 años)  | 65   | Steaua București      |
| 2   | DEF  | Mircea Rednic    | 9 de abril de 1962 (28 años)       | 74   | Dinamo București      |
| 3   | DEF  | Michael Klein †  | 10 de octubre de 1959 (30 años)    | 78   | Dinamo București      |
| 4   | DEF  | Ioan Andone      | 15 de marzo de 1960 (30 años)      | 49   | Dinamo București      |
| 5   | MED  | Iosif Rotariu    | 27 de septiembre de 1962 (27 años) | 11   | Steaua București      |
| 6   | DEF  | Gheorghe Popescu | 9 de octubre de 1967 (22 años)     | 18   | Universitatea Craiova |
| 7   | DEL  | Marius Lăcătuș   | 5 de abril de 1964 (26 años)       | 38   | Steaua București      |
| 8   | MED  | Ioan Sabău       | 12 de febrero de 1968 (22 años)    | 21   | Dinamo București      |
| 9   | DEL  | Rodion Cămătaru  | 22 de junio de 1958 (31 años)      | 74   | Charleroi             |
| 10  | MED  | Gheorghe Hagi    | 5 de febrero de 1965 (25 años)     | 59   | Steaua București      |
| 11  | MED  | Dănuț Lupu       | 27 de febrero de 1967 (23 años)    | 7    | Dinamo București      |
| 12  | POR  | Bogdan Stelea    | 5 de diciembre de 1967 (22 años)   | 3    | Dinamo București      |
| 13  | DEF  | Adrian Popescu   | 26 de junio de 1960 (29 años)      | 1    | Universitatea Craiova |
| 14  | DEL  | Florin Răducioiu | 17 de marzo de 1970 (20 años)      | 3    | Dinamo București      |
| 15  | MED  | Dorin Mateuț     | 5 de agosto de 1965 (24 años)      | 45   | Dinamo București      |
| 16  | MED  | Daniel Timofte   | 1 de octubre de 1967 (22 años)     | 4    | Dinamo București      |
| 17  | DEL  | Ilie Dumitrescu  | 6 de enero de 1969 (21 años)       | 9    | Steaua București      |
| 18  | DEL  | Gavril Balint    | 3 de enero de 1963 (27 años)       | 24   | Steaua București      |
| 19  | DEF  | Emil Săndoi      | 1 de marzo de 1965 (25 años)       | 8    | Universitatea Craiova |
| 20  | MED  | Zsolt Muzsnay    | 20 de agosto de 1965 (24 años)     | 6    | Steaua București      |
| 21  | MED  | Ioan Lupescu     | 9 de diciembre de 1968 (21 años)   | 4    | Dinamo București      |
| 22  | POR  | Gheorghe Liliac  | 22 de abril de 1959 (31 años)      | 2    | Petrolul Ploiești     |

## Participación

### Primera ronda

#### Grupo B
| Equipo          | Pts | PJ | PG | PE | PP | GF | GC | Dif |
| --------------- | --- | -- | -- | -- | -- | -- | -- | --- |
| Camerún         | 4   | 3  | 2  | 0  | 1  | 3  | 5  | -2  |
| Rumania         | 3   | 3  | 1  | 1  | 1  | 4  | 3  | 1   |
| Argentina       | 3   | 3  | 1  | 1  | 1  | 3  | 2  | 1   |
| Unión Soviética | 2   | 3  | 1  | 0  | 2  | 4  | 4  | 0   |

| 9 de junio de 1990, 17:00 | Unión Soviética | 0:2 (0:1) | Rumania                 | Stadio San Nicola, Bari                                                      |                                                                              |
|                           |                 | Reporte   | Lăcătuș 41', 55' (pen.) | Asistencia: 42.907 espectadores Árbitro(s): Juan Daniel Cardellino (Uruguay) | Asistencia: 42.907 espectadores Árbitro(s): Juan Daniel Cardellino (Uruguay) |

| 14 de junio de 1990, 17:00 | Camerún       | 2:1 (0:0) | Rumania    | Stadio San Nicola, Bari                                          |                                                                  |
|                            | Milla 76' 86' | Reporte   | Balint 88' | Asistencia: 38.687 espectadores Árbitro(s): Hernán Silva (Chile) | Asistencia: 38.687 espectadores Árbitro(s): Hernán Silva (Chile) |

| 18 de junio de 1990, 21:00 | Argentina  | 1:1 (0:0) | Rumania    | Stadio San Paolo, Nápoles                                                   |                                                                             |
|                            | Monzón 62' | Reporte   | Balint 68' | Asistencia: 52.733 espectadores Árbitro(s): Carlos Silva Valente (Portugal) | Asistencia: 52.733 espectadores Árbitro(s): Carlos Silva Valente (Portugal) |

### Segunda ronda

#### Octavos de final
| 25 de junio de 1990, 17:00 | Irlanda                                            | 0:0 (t. s.)(5:4 p.)        | Rumania                                   | Stadio Luigi Ferraris, Génova                                            |                                                                          |
|                            |                                                    | Reporte                    |                                           | Asistencia: 31.818 espectadores Árbitro(s): José Roberto Wright (Brasil) | Asistencia: 31.818 espectadores Árbitro(s): José Roberto Wright (Brasil) |
|                            |                                                    | Tiros desde el punto penal |                                           |                                                                          |                                                                          |
|                            | Sheedy · Houghton · Townsend · Cascarino · O'Leary |                            | Hagi · Lupu · Rotariu · Lupescu · Timofte |                                                                          |                                                                          |